# Sixt-sur-Aff
 Sixt-sur-Aff  (en galó Si, en bretón Seizh) es una población y comuna francesa, situada en la región de Bretaña, departamento de Ille y Vilaine, en el distrito de Redon y cantón de Pipriac.

## Demografía
| 1838 | 1722 | 1713 | 1848 | 1885 | 1915 |
| Para los censos de 1962 a 1999 la población legal corresponde a la población sin duplicidades (Fuente: INSEE [Consultar]) |      |      |      |      |      |